# جعفرآباد (کوزران)
جعفرآباد (به کردی:جه‌عفه‌رئاواد) نام روستایی در بخش کوزران شهرستان کرمانشاه در استان کرمانشاه است. طبق سرشماری سال ۱۳۸۵ جمعیت این روستا ۱۳۹ نفر در ۳۲ خانواده می‌باشد.